# Matte

Smelttemperatuur voor matte van koper, ijzer en zwavel

Matte is een mengsel van metalen met sulfiden van ijzer, nikkel, koper, kobalt en andere elementen dat ontstaat door het smelten van sulfide-ertsen als Si, Cu, Ni, Pb en andere. Na het smelten worden deze metalen omgezet naar een zuiverdere vorm.